# إدوين دبليو. مارتن
إدوين دبليو. مارتن (بالإنجليزية: Edwin W. Martin) هو دبلوماسي أمريكي، ولد في 1917، وتوفي في 1991.